# João Luiz Guimarães
João Luiz Guimarães (Rio de Janeiro) é um escritor, jornalista e roteirista brasileiro. Vencedor do Prêmio Jabuti e do Prêmio Off FLIP. Suas obras literárias são focadas no público infantojuvenil.

## Biografia
Nascido no Rio de Janeiro, passou a infância em Vancouver, no Canadá, e reside, hoje, em São Paulo.
Cursou Medicina, mas largou para cursar e se graduar em jornalismo. Trabalhou nas revistas Superinteressante e Veja, do Grupo Abril, e na Agência Reuters. Como roteirista, produziu conteúdo para Disney Channel, National Geographic e Canal Fox Films. Produziu também alguns roteiros para o Café Filosófico da TV Cultura.

## Prêmios e Homenagens
- 2021 — Vencedor na categoria Livro do Ano do 63º Prêmio Jabuti com "Sagatrissuinorana"[3]
- 2021 — Vencedor na categoria Livro Infantil do 63º Prêmio Jabuti com "Sagatrissuinorana"[3]
- 2021 — Vencedor do Prêmio Ofélia Fontes, de Melhor Livro para Criança, da Fundação Nacional do Livro Infantil e Juvenil (FNLIJ) com "Sagatrissuinorana"[4]
- 2016 — Vencedor na categoria Infantojuvenil do Prêmio Off FLIP Bibliomundi de Literatura com "Papo Reto & Papo Curvo"[5]
- 2015 — Vencedor do 11º Prêmio Barco a Vapor com "O Vento de Oalab"[6]